# Jan van Hasel
Jan van Hasel (Middelburg, ? – Suratte, 4 augustus 1632) was een koopman in dienst van de VOC, en was van 1628 tot aan zijn dood in 1632 directeur van de VOC-factorij in Suratte. Ook was hij een van de eerste vertalers van delen van de bijbel in het Maleis.

## Koopman in Siam en Pattani
Jan van Hasel was een zoon van Albert van Haessel, chirurgijn in Middelburg, en Ursula Penyn. Hij vertrok in april 1613 voor de VOC naar Bantam, destijds het hoofdkwartier van de VOC in Azië. Hij maakte daarna carrière en was in 1617 onderkoopman in Pattani aan de oostkust van Maleisië en vanaf 1620 opperkoopman in het iets ten noorden daarvan gelegen Sangora (het huidige Songkhla). Beide sultanaten waren vazalstaten van Siam, waarmee de VOC goede relaties had. De koning, Intharacha III, ook wel Songtham genoemd, onderhield vanuit Ayutthaya een correspondentie met de stadhouder prins Maurits, van wie hij dacht dat hij de koning van Nederland was. Ook in Ayuthaya had de VOC een handelspost, waar vooral hertenvellen werden gekocht, waar in Japan met zilver voor werd betaald. In 1622 besloot Jan Pieterszoon Coen echter de factorijen in deze regio weer op te heffen, vanwege de opbouw van Batavia als eigen centrale plek voor de Aziatische handel en uit kostenbesparing. Van Hasel werd toen, na een korte periode als vrijburger, samen met Philip Lucasz benoemd tot opperhoofd van de handel in Siam en de bocht van Pattani, maar werkte voortaan vanuit Batavia. In januari 1624 trouwde hij daar met Elisabeth, die uit Pattani kwam.
In augustus 1624 werd op de rivier van Siam (de huidige Menam Chao Phraya) het jacht Klein Zeeland door Spanjaarden buitgemaakt. De koning, die zoiets niet tolereerde op zijn rivier, zond een vloot bemand met Siamezen en Japanners die de Spanjaarden achterhaalden, waarbij die grote verliezen leden. Van Hasel werd toen naar Ayutthaya gezonden om het jacht, het geschut en de overlevende opvarenden terug in ontvangst te nemen. Het zilver en textiel dat aan boord was geweest bleek na plundering verdwenen te zijn.

## Licentmeester in Batavia
In januari 1625 werd Van Hasel in Batavia licentmeester, dat wil zeggen hoofd van de in- en uitvoerrechten ('tolmeester ende voorstander van de vreemdelingen deses rijcks'). Deze functie werd ook wel aangeduid met het van oorsprong Perzische woord sjahbandar (hoofd van de haven). 19 juli 1626 vertrok hij nogmaals op een diplomatieke missie naar het hof van Ayutthaya met brieven en geschenken bij zich. Een brief van prins Maurits was er tot verdriet van de koning niet bij. Vanuit Batavia vroeg men de Heren XVII dringend om 'met naeste gelegentheyt in geen gebreecken sullen ghebleven sijn omme 't aenstaende jaer den Coning' behoorlijck bescheyt te mogen doen', maar de vertraging was ontstaan door het overlijden van de prins. Pas in september 1628 zou er met de ambassade van de kooplieden De Marees en Schouten een brief van Frederik Hendrik arriveren.
Van Hasel had zich ook in de Maleise taal bekwaamd, ongetwijfeld met hulp van zijn vrouw, en maakte, net als zijn vriend en collega Albert Ruyl, de eerste vertalingen van delen van de bijbel in het Maleis. Van Hasel vertaalde de evangeliën van Lucas en Johannes, de eerste 50 psalmen en het boek Genesis. De evangeliën en de psalmen werden onder meer in 1646 en 1651 in verbeterde en herziene vorm uitgegeven door de theoloog Justus Heurnius, met per pagina in de linkerkolom de Nederlandse en in de rechterkolom de Maleise tekst.
In december 1627 werd hij samen met enkele andere opperkoopmannen door de net aan zijn tweede ambtstermijn begonnen Jan Pieterszoon Coen afgevaardigd naar de pangeran van Bantam, Aria Mangala, om te proberen de vrede te herstellen die door de stichting van Batavia was verstoord. Coen had een hoge dunk van Van Hasel, 'welcke de Compagnie lange jaren in Indië wel gedient heeft'. Maar hoewel de aangeboden geschenken door de pangeran werden aangenomen had de vredespoging geen succes. Enkele weken later werd Kasteel Batavia door de Bantammers aangevallen. De oorlog, waar ook het opkomende rijk Mataram op Midden-Java aan mee ging doen, zou ruim twee jaar aanhouden, tot oktober 1629, maar Batavia bleef desondanks behouden.

## Directeur in Suratte

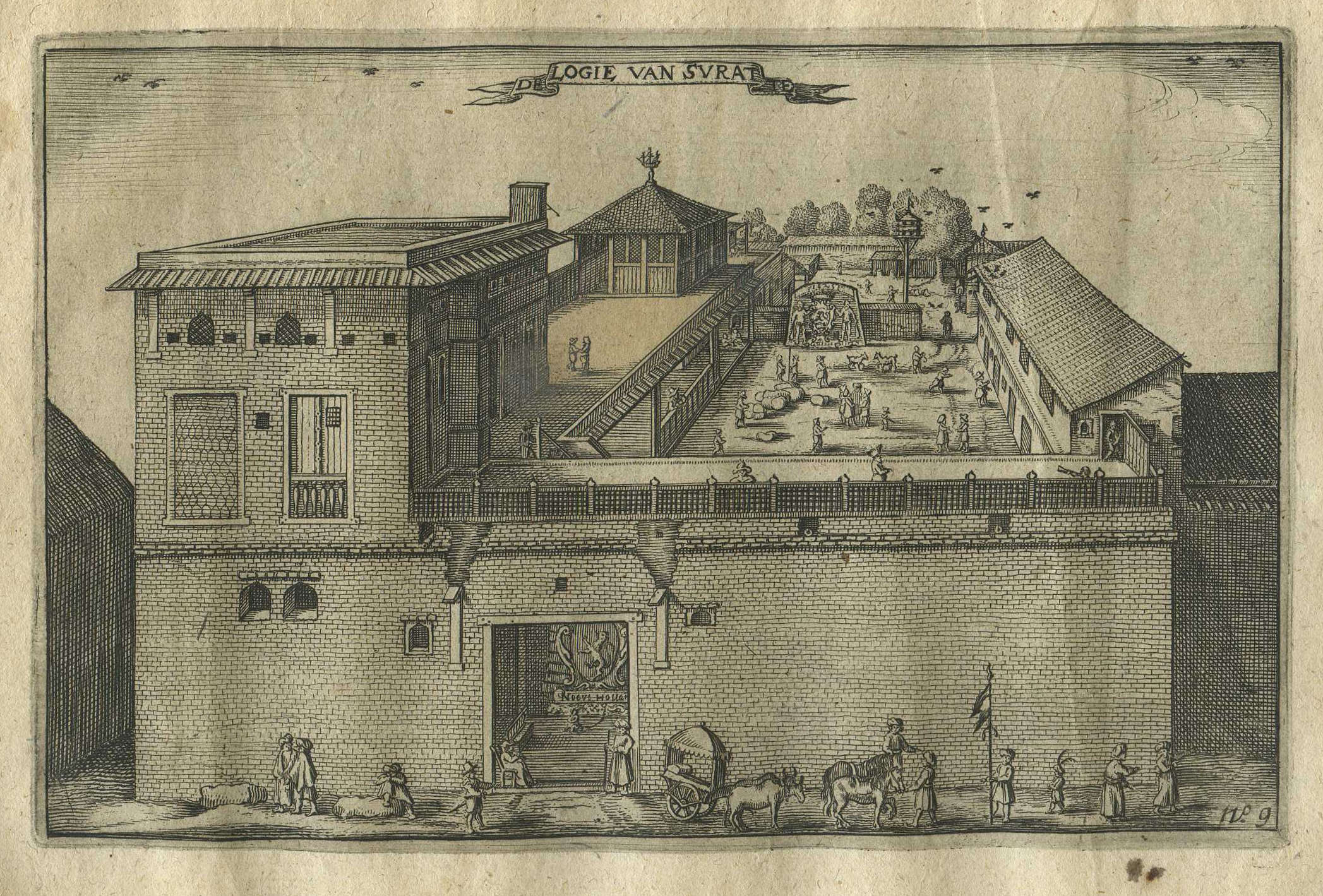
De loge van de VOC in Suratte in 1629.

In 1628 werd Van Hasel benoemd tot directeur van de handel van Perzië, Voor-Indië en Mocha, om in Suratte Pieter van den Broecke te vervangen, die de factorij daar tien jaar tevoren had opgericht. Suratte was de grote havenstad van het Mogolrijk. Veel meer dan in de Maleisische archipel was hier sprake van een monetaire markteconomie, met talloze handelaren uit de hele regio, die handel dreven op basis van firmans (vergunningen) van de Mogolkeizer. De Compagnie kocht er de kleurstof indigo en geweven en geverfde katoenen stoffen, lywaten of lynwaden genoemd, die in de Molukken geruild konden worden voor specerijen. Omdat de lywaten in India gemaakt werden waren ze hier veel goedkoper dan bij tussenhandelaren in Bantam en Sumatra. Betaald werd met zilver uit Japan en met de opbrengst van de verkoop van peper. In juli vertrok Van Hasel als commandeur van vier schepen uit Batavia. Hij had een lading peper ter waarde van zo'n 350.000 gulden bij zich, alsmede 450.000 gulden aan contanten, waarvan 100.000 gulden bestemd was voor de inkoop van zijde in Perzië. Met hem mee ging de ambassadeur namens de Staten-Generaal naar Isfahan, Jan Smidt. 1 oktober kwamen de schepen aan in Suratte, waar Van Hasel Van den Broecke afloste. Deze ging als commandeur van de vloot verder naar Gamron in Perzië en dan terug naar Batavia. Ook de terugkerende Perzische ambassadeur naar Den Haag, Moesa Beg, die inmiddels Golkonda had bezocht, ging mee naar Gamron. Smidt schreef bij zijn vertrek uit Suratte aan de Raad van Indië over Van Hasel dat hij niet twijfelde 'off syne dyensten sullen by myne heeren aengenaem en proofytylijck bevonden werden'. Vanuit Perzië klaagde de koopman Huibert Visnich vaak over gebrek aan geld om zijde te kopen. Van Hasel klaagde daarover weer bij de Raad van Indië in Batavia, en die weer bij de Heren XVII. Die klaagden op hun beurt over particuliere handel in peper door Compagniemedewerkers in Suratte en Perzië. Ook Van Hasel werd hier later van verdacht.

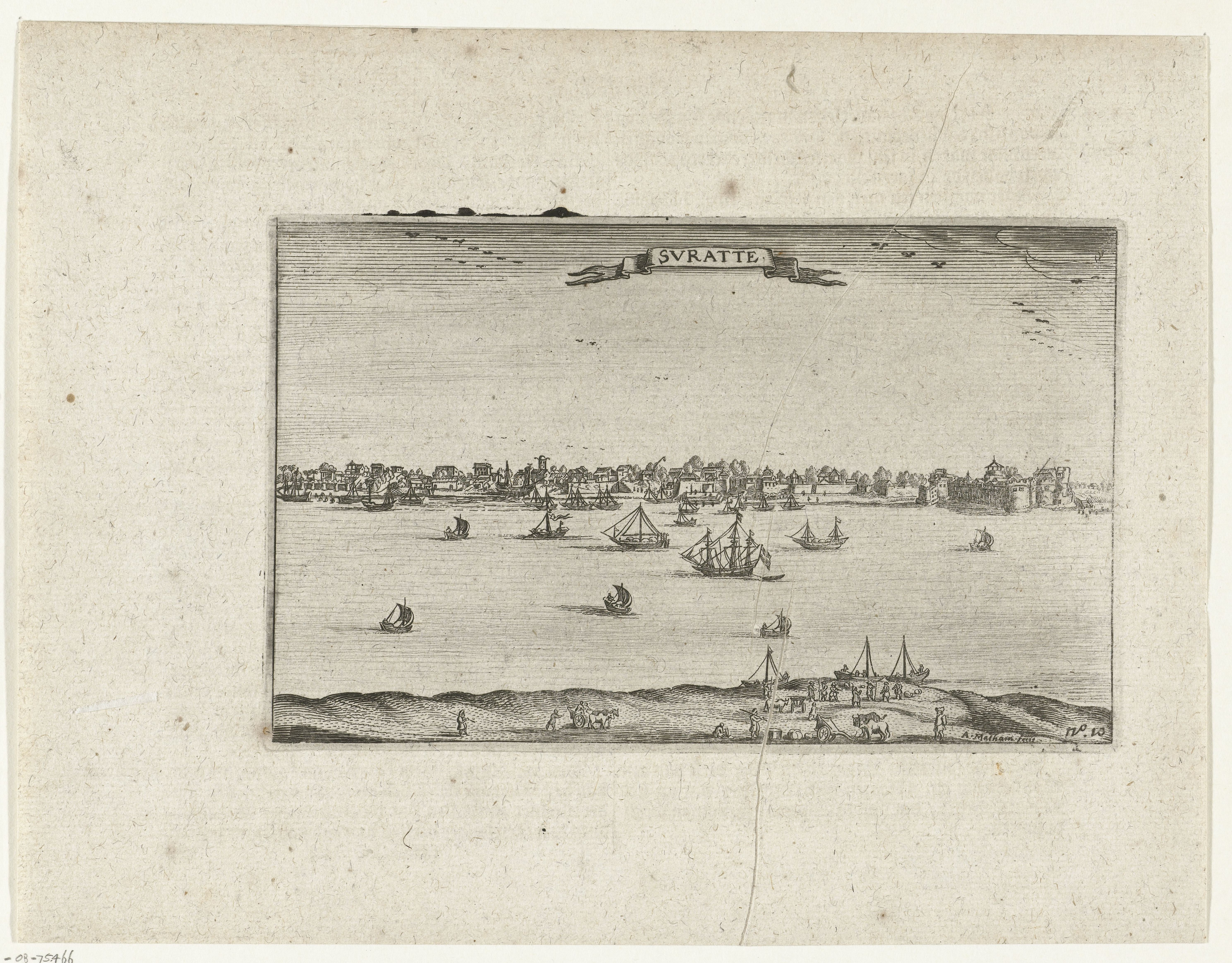
Gezicht op Surat aan de rivier, 1629.

Van Hasel had een goede relatie met de Mogol subahdar (provinciale gouverneur) van Suratte, Mir Musa, hoewel deze volgens de Raad van Indië een 'gants begeerlijck, gierich, listich ende doortrapt man was'. Toen de Portugezen vanuit Goa Mir Musa probeerden te bewegen de Nederlanders en de Engelsen uit Suratte te verbannen stelde deze Van Hasel voor om, met of zonder de Engelsen, de Portugezen te verdrijven uit Daman en Diu. De VOC zou met zijn superieure zeemacht aanvallen vanuit zee, een Mogolleger vanaf land. Van Hasel stelde echter dat hij 'buyten des Generaels kennisse geen toeseggingh off besluyt daer op doen conde'. Hij schreef de Raad van Indië 'dattet met 1600 à 2000 mannen wel te doen soude wesen, doch meer bij surprinse als door belegeringe'. De Raad vroeg daarop in maart 1631 aan de Heren XVII hoe ze 'daerinne behooren te handelen', maar er zou niets van komen.
In 1631 en 1632 verkreeg Van Hasel nieuwe firmans voor de VOC van keizer Shah Jahan, die enkele jaren eerder zijn vader was opgevolgd op de troon. In de firmans werd precies gespecificeerd onder welke voorwaarden er handel mocht worden gedreven in het Mogolrijk, zoals hoeveel tol er betaald moest worden. In september 1631 ontving men in Batavia bericht van Van Hasel over de 'extraordinary drooghte' en zo'n grote hongersnood in 'Industan, dat menschen ende vee van honger vergingen, diergelijcke bij menschengedachten niet gesyen was'. Toch was de inkoop voor de retourvloot zo goed als gereed 'niettegenstaende de verhinderingh door de groote calamiteijt des landts,...uijtgesondert t'geeijschte cargasoen voor Parsia, dat bij faute van comptanten niet heeft connen geprocureert worden'. De moesson die in 1630 achterwege was gebleven kwam in 1631 met dubbele kracht terug, zodat het land ditmaal geteisterd werd door zware overstromingen en een daaropvolgende epidemie van buiktyfus. Het leidde tot grote sterfte onder de bevolking, ook onder de Nederlandse en Engelse kooplieden. Toen in november 1632 een vloot met de Raad van Indië Philip Lucasz op weg naar Gamron in Suratte aankwam vernam men daar dat Van Hasel op 4 augustus 'nae een langhduijrige sieckte' was overleden. Hij was opgevolgd door de opperkoopman (en kunstschilder) Hendrik Arentsen Vapoer, maar ook deze was kort daarna overleden. Lucasz benoemde de opperkoopman Jacob van der Graeff tot de nieuwe directeur, met Johan van Twist als tweede man.
Zijn vrouw Elisabeth keerde terug naar Pattani en hertrouwde daar in 1647 met Jan Jacobsen Pars uit Rotterdam. Hun dochter Sara van Hasel, die in Pattani was geboren, trouwde in oktober 1638 in Batavia met de onderkoopman Barent Wigmans uit Deventer.